# خسارة رأسمالية

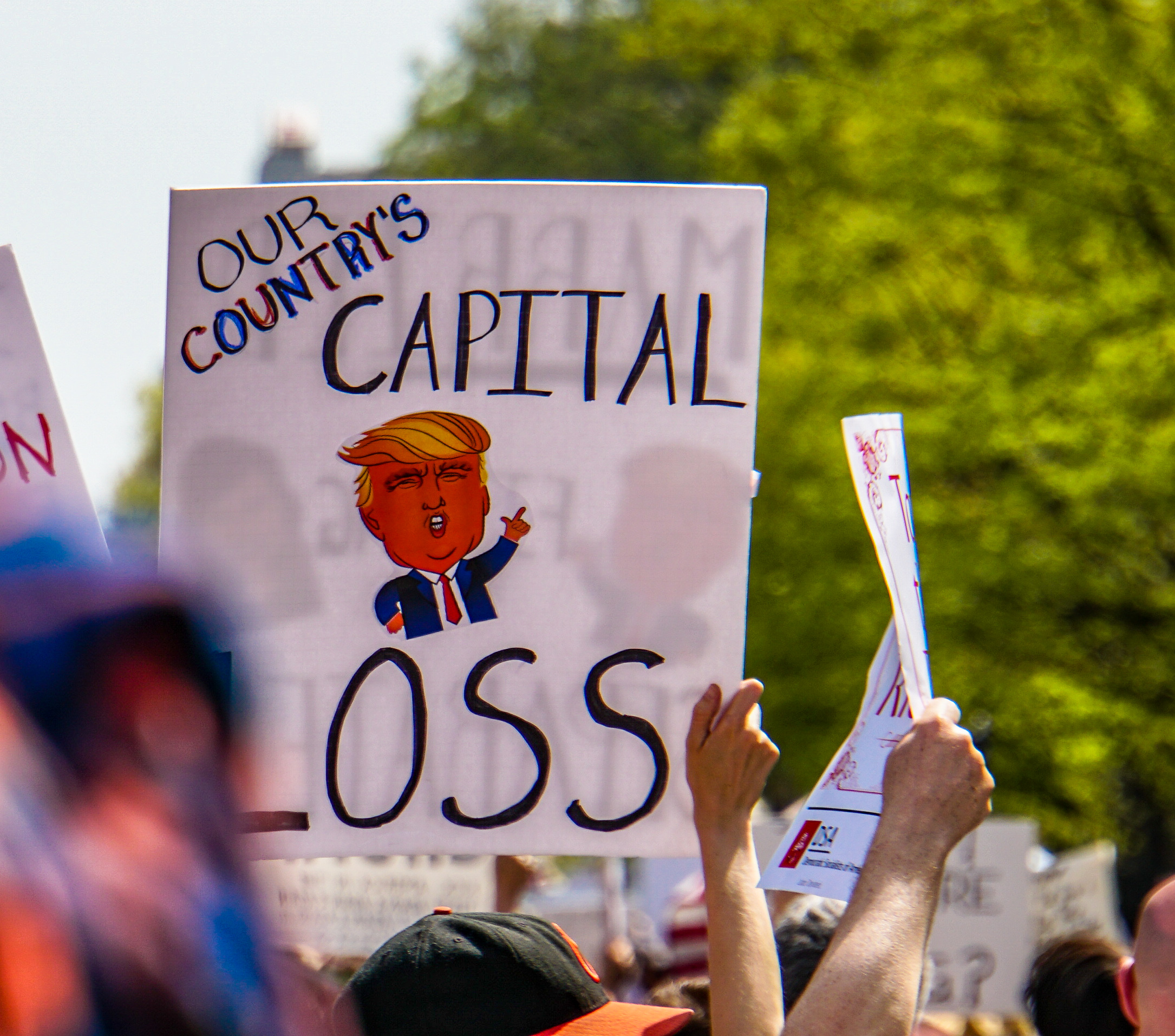

الخسارة الرأسمالية هي الفرق بين سعر البيع المنخفض وسعر الشراء الأعلى، مما يؤدي إلى خسارة مالية للبائع. وهي النقيض من الربح الرأسمالي.